# Maitreyi Ramakrishnan
Maitreyi Ramakrishnan, född 28 december 2001 i Mississauga i Ontario, är en kanadensisk skådespelare. Hon är känd för att sedan 2020 spela huvudrollen som Devi Vishwakumar i Netflixserien Never Have I Ever. Hon har även spelat Priya i filmen Röd och Zipp Storm i My Little Pony. Hon är av tamilsk härkomst då hennes familj kom som flyktingar från Sri Lanka till Kanada under hemlandets inbördeskrig. Dock har Ramakrishnan sagt att hon både känner sig tamilsk och kanadensisk.
År 2019 valdes hon av Mindy Kaling bland 15 000 kandidater som provspelade för karaktären Devi. Ramakrishnan var 17 år vid sin provspelning och hade då ännu inte haft ett jobb eller skådespelat professionellt.

## Filmografi (i urval)
- 2020–2023 – Never Have I Ever (TV-serie)
- 2022 – Röd
- 2023 – Big Mouth (TV-serie)
- 2025 – Freakier Friday